# I Was a Fool
«I Was a Fool» —en español: «Fui una tonta»— es un sencillo del dúo canadiense Tegan and Sara incluido en su séptimo álbum Heartthrob y publicado el 24 de abril de 2013 en Canadá junto con su vídeo musical.
Esta balada alcanzó el puesto n.º 19 en la lista Canadian Hot 100 y el n.º 1 en la CBC Radio 2 Top 20, y en julio de 2013 fue certificada con oro en su país de origen.

## Composición
Durante una entrevista concedida para la videoserie Track-by-Track de The Warner Sound, Tegan Quin declaró: «El contenido lírico de la canción se refiere a la idea de mí empacando mis cosas sin irme, quedándome allí, que las relaciones como la mía nunca se corrigen. Eso me volvió una tonta». Quin asimismo manifestó para NME: «Me encontraba en Los Ángeles, donde vivo con mi novia, y yo estaba tocando la guitarra. […] Salimos para hacer unas diligencias y, a medio camino, le dije a mi novia: “Tenemos que regresar”. […] Se me quedó la línea I did behave en la cabeza, de modo que llegué a casa y grabé esa parte. Por una semana estuvo guardada en la computadora; […] luego me puse a escribir el resto de la canción, que quedó terminada fácilmente».

## Listas y certificaciones
| \| Lista (2013) \| Mejor posición \| \| ----------------------------------------- \| -------------- \| \| Canadá (Canadian Hot 100)[4] \| 19 \| \| South Korea (Gaon International Chart)[5] \| 33 \| \| Ukraine (FDR Charts)[6] \| 18 \| \| UK Singles (Official Charts Company)[7] \| 143 \| |                |
| Lista (2013) | Mejor posición |
| Canadá (Canadian Hot 100) | 19             |
| South Korea (Gaon International Chart) | 33             |
| Ukraine (FDR Charts) | 18             |
| UK Singles (Official Charts Company) | 143            |